# 奧斯特公園

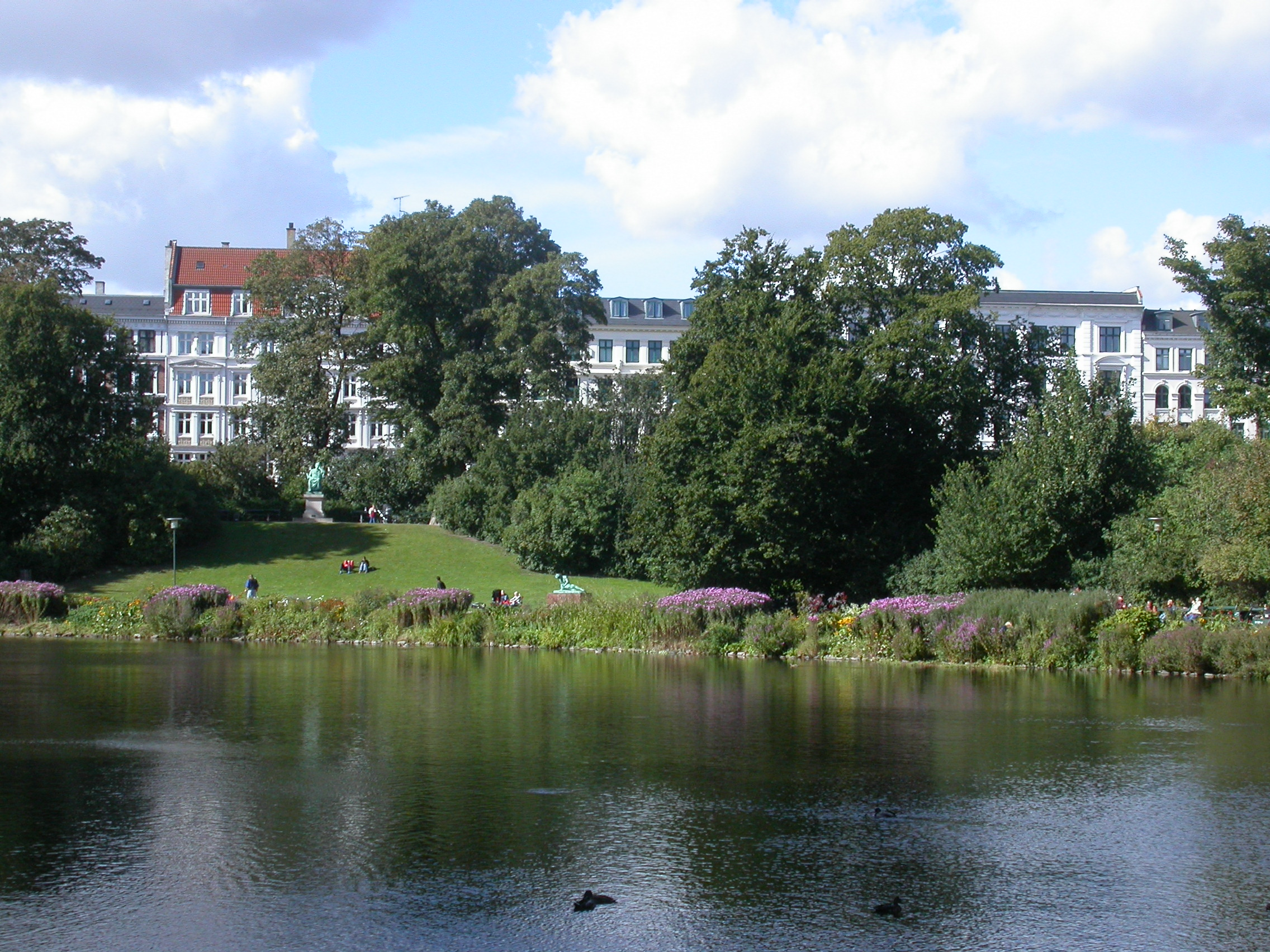

奧斯特公園（Ørstedsparken）是位於丹麥首都哥本哈根市中心的一座公園。奧斯特公園始建於1870年代。公園的名稱來自於奧斯特兄弟（政治家和法學家安德斯·桑德·奧斯特和物理學家漢斯·克里斯蒂安·奧斯特。公園內有這兩個人的雕像。